# Трота (Вибо Валенција)
Трота је насеље у Италији у округу Вибо Валенција, региону Калабрија.
Према процени из 2011. у насељу је живело 4 становника. Насеље се налази на надморској висини од 57 м.